# 1. division 1950-1951
La 1. Division 1950-1951 è stata la 38ª edizione della massima serie del campionato danese di calcio conclusa con la vittoria del AB, al suo settimo titolo.
Capocannonieri del torneo furono James Rønvang dell'AB, Henning Bjerregaard del B 93 e Jens Peter Hansen dell'Esbjerg con 11 reti.
Dopo tre scudetti consecutivi il KB retrocede.

## Classifica finale
|    | Classifica | G  | V  | N | P | GF | GS | DR  | Pti |
| -- | ---------- | -- | -- | - | - | -- | -- | --- | --- |
| 1  | AB         | 18 | 11 | 6 | 1 | 34 | 15 | +19 | 28  |
| 2  | Odense     | 18 | 8  | 3 | 7 | 19 | 26 | -7  | 19  |
| 3  | AGF        | 18 | 5  | 8 | 5 | 31 | 28 | +3  | 18  |
| 4  | Køge BK    | 18 | 7  | 4 | 7 | 30 | 31 | -1  | 18  |
| 5  | B 1903     | 18 | 7  | 3 | 8 | 25 | 24 | +1  | 17  |
| 6  | BK Frem    | 18 | 5  | 7 | 6 | 24 | 24 | 0   | 17  |
| 7  | B 93       | 18 | 7  | 3 | 8 | 27 | 28 | -1  | 17  |
| 8  | Esbjerg    | 18 | 7  | 2 | 9 | 31 | 37 | -6  | 16  |
| 9  | B 1909 (*) | 18 | 5  | 6 | 7 | 23 | 30 | -7  | 16  |
| 10 | KB         | 18 | 4  | 6 | 8 | 24 | 25 | -1  | 14  |

(*) Squadra neopromossa

## Verdetti
- AB Campione di Danimarca 1950-51.
- KB retrocesso.